# Dominic Chappell
Dominic Chappell (ur. 28 listopada 1966 roku w Sunbury-on-Thames) – brytyjski kierowca wyścigowy.

## Kariera
Chappell rozpoczął karierę w wyścigach samochodowych w 1988 roku od startów w Brytyjskiej Formule Ford 2000, gdzie jednak nie był klasyfikowany. W późniejszych latach pojawiał się także w stawce Jewson Scotland Superprix, Cellnet Superprix, Brytyjskiej Formuły 3, World Cup Formula 3000 - Moosehead GP, Formuły 3000, Brytyjskiej Formuły 2, 24-godzinnego wyścigu Le Mans, Formula 3000 Birkin Cars/TVR Invitational Race oraz FIA GT Championship.
W Formule 3000 Brytyjczyk wystartował w dwóch wyścigach sezonu 1993 z brytyjską ekipą Apache Racing. Nigdy jednak nie zdobywał punktów. Został sklasyfikowany na 29. miejscu w końcowej klasyfikacji kierowców.